# 다키오촌 (오카야마현)
다키오촌(滝尾村)은 오카야마현 가쓰타군에 있던 촌이다. 현재의 쓰야마시에 해당한다.